# Bill Pertwee
William Desmond Anthony 'Bill' Pertwee (Amersham, Buckinghamshire; 21 de julio de 1926-27 de mayo de 2013) fue un actor cómico británico, más conocido por interpretar el papel de antagonista como ARP Warden Hodges en la popular comedia Dad's Army.

## Biografía
Su madre era brasileña y su padre inglés, llamado James Francis Carter Pertwee, quien recorrió el país como vendedor hasta que se enfermó y murió en 1938, cuando Bill Pertwee tenía 12 años de edad. La familia se mudó de casa muchas veces durante la infancia de Pertwee y vivió en Hereford, Glasbury, Colnbrook, Newbury, Erith, Belvedere, Blackheath, Storrington, Westcliff-on-Sea, Wilmington y Worthing. Su educación fue interrumpida por las distintas mudanzas y asistió a muchas escuelas, incluyendo un colegio de monjas, una pequeña escuela, seguido de Frensham Heights School en Surrey, Dartford Technical College y Southend College.
Bill Pertwee abandonó la escuela durante la Segunda Guerra Mundial y trabajó para una compañía que fabricaba piezas para cañones Spitfire. Fue declarado no apto para el servicio de la Royal Air Force ya que estaba en medicación tras un accidente de natación, pero era un miembro del Air Training Corps (UK Air Cadetes). Más tarde trabajó como empleado de cuentas en la Bolsa de Valores y como vendedor de la tienda de ropa Burberry en Londres.
Pertwee tuvo un hijo, Jonathan James Pertwee (nacido en 1966), que ha estado en varios programas de televisión. Fue padrino de uno de los hijos de la coestrella de Dad's Army, Ian Lavender. Más tarde muere su esposa, quien vivía en Topsham, Devon, Inglaterra. Fue galardonado por la reina con un MBE en 2007 por sus servicios a la caridad. Fue vicepresidente de la "Railway Ramblers".
Fue primo lejano de Michael Pertwee y Jon Pertwee, siendo el segundo primo de su padre, el guionista y actor Roland Pertwee.
Pertwee apareció en la serie cómica de radio Beyond Our Ken (1959-1964) y Round the Horne (1965-1967).
Bill Pertwee murió a los 86 años rodeado de su familia. Le sobrevive su hijo Jonathan.

## Trayectoria artística
Pertwee apareció en las series de comedia de radio Beyond Our Ken (1959-1964) y en Round the Horne (1965–67). Su papel más destacado fue el de ARP Warden William Hodges en Dad's Army, tanto en la serie original de televisión y las adaptaciones de radio, así como la secuela de radio It Sticks Out Half a Mile, realizado después de la guerra.
Pertwee fue presidente de la Dad's Army Appreciation Society y autor del libro Dad's Army – The Making of a Television Legend.
Actuó en dos películas Carry On - Carry On Loving (1970) y Carry On Girls (1973). Su aparición en Carry On At Your Convenience (1971) fue cortada de la edición final de la película. Otras apariciones en cine incluyen The Magnificent Seven Deadly Sins en 1971.
En televisión apareció en el episodio final de It Ain't Half Hot Mum (1981) y un episodio de Hi-de-Hi! (1986). Realizó el papel de PC Wilson en la serie You Rang, milord? (1988-1993), otra creación de Jimmy Perry y David Croft.

## Premios y honores
- 2007: Orden del Imperio Británico